# 중앙 교통허브 공항
연대교통허브 또는 중앙 교통허브 공항(Centralny Port Komunikacyjny, CPK)은 중앙 폴란드의 신공항이다. 연대라는 이름은 흔히 폴란드 자유노조로 알려진 독립자치노동조합 '연대'에서 따온 것이다. 바르샤바보다 폴란드 중앙에 가까운 곳에 위치한다. 바르샤바 쇼팽 공항을 대신하는 폴란드의 관문 공항이 된다.

## 같이 보기
- 바르샤바 모들린 공항
- 바르샤바 쇼팽 공항
- 독립자치노동조합 '연대'